# Richard Casey
Richard Gardiner Casey, barone Casey (Brisbane, 29 agosto 1890 – Berwick, 17 giugno 1976), è stato un politico australiano, governatore generale dell'Australia dal 1965 al 1969.

## Biografia
Allo scoppio della seconda guerra mondiale fu inviato a Londra come rappresentante del governo australiano e, al suo rientro in patria, affermo che era sua impressione che la preparazione alleata non fosse sufficiente per battere Hitler. Nel 1940 fu nominato ministro australiano presso il governo americano e tutti i suoi sforzi furono diretti alla creazione di stretti legami di collaborazione tra Washington e l'Australia, legami che si sarebbero dimostrati fondamentali nelle future operazioni militari nel Pacifico.
Due anni dopo, nel marzo 1942, Casey venne eletto nel gabinetto britannico di guerra come ministro di Stato per il Medio Oriente e dovette confrontarsi con i problemi dei rapporti tra arabi ed israeliani. La sua opera fu molto apprezzata, tanto che Churchill si affidò ai suoi suggerimenti anche per la scelta dei comandanti militari che avrebbero dovuto amministrare le aree di sua competenza. L'incarico di Casey terminò nel dicembre 1943, quando vennero unificati i comandi del Medio Oriente e dell'Africa settentrionale. Casey fu successivamente nominato governatore del Bengala, carica mantenuta fino al 1946, quando l'India divenne indipendente.
È stato Governatore Generale dell'Australia dal 7 maggio 1965 al 30 aprile 1969.